# 그레이트 챔버

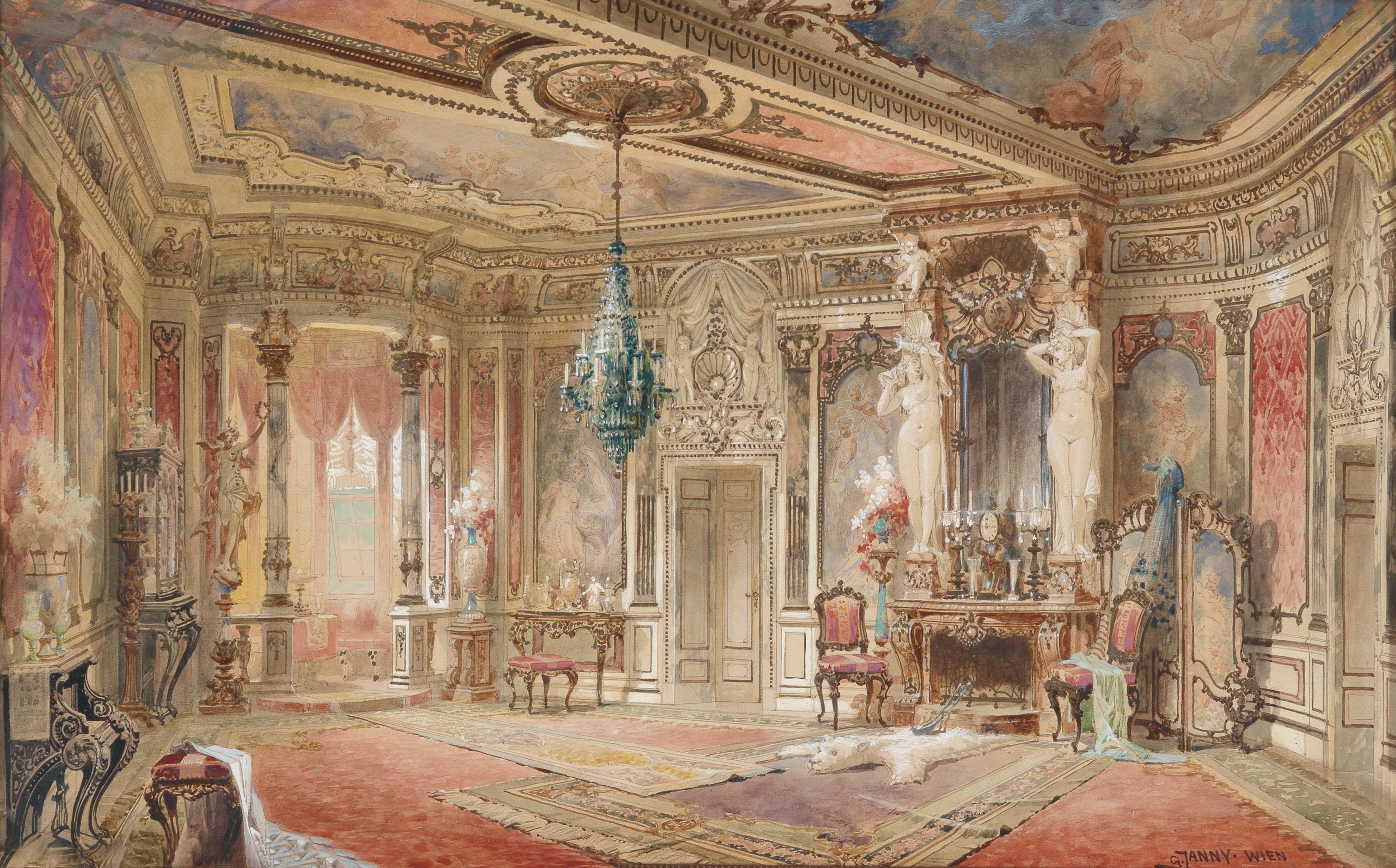
게오르그 제니, 살롱 마카르트스틸

그레이트 챔버(Great Chamber)는 중세 및 튜더 왕조 시기 잉글랜드의 성, 궁전, 맨션 또는 매너하우스에서 그레이트 홀 다음으로 중요한 두번째 방이었다. 중세 유럽의 그레이트 홀은 가정의례의 중심지로서 전혀 사적인 장소가 아니었다. 신사 시종들과 하인들이 항상 오고가던 복도의 끝부터 연단의 보통 계단 사이에 위치한 그레이트 챔버는 완전한 사생활은 아니지만 가장에게 자신의 직원으로부터 벗어난 사생활을 제공한 첫 번째 방이었다. 중세 시대에 그레이트 챔버는 다목적실과 거실로서의 역할을 수행하였는데, 그레이트 홀이 메인 식당의 기능을 수행하였으나 가족들은 이곳에서도 식사를 할 수 있었으며, 그리 크지 않은 저택에서는 때때로 주 침실로도 사용되었다.
17세기까지 그레이트 홀에서의 공동식사가 사라지며 그레이트 챔버는 최고의 식당이 되었다. 종종 가족이 혼자 식사를 할 때 팔러라고 불리는 좀 더 적당한 식사실이 있었다. 대형 주택은 점차 도서관, 응접실 및 음악실과 같은 다양한 전문 거실을 확보했다. 18세기 초에 그레이트 챔버는 "살롱"이라는 방으로 대체되었고 곧 식당으로서의 기능을 상실하였다.
오늘날 많은 그레이트 챔버가 살아남았다. 하드윅 홀은 1600년경부터 매우 크고 약간 변형된 양식을 가지고 있다. 다른 많은 경우에 그들은 재장식을 했고, 응접실이나 연회장 또는 도서관과 같은 더 전문적인 기능을 부여받았다.